# Le Grand-Quevilly
Le Grand-Quevilly je francouzské město v Normandii v departmentu Seine-Maritime. Tvoří třetí největší předměstí města Rouen a nachází se jihozápadně od něj na pravém břehu Seiny.

## Geografie
Sousední obce: Canteleu, Le Petit-Quevilly, Sotteville-lès-Rouen, Val-de-la-Haye, Petit-Couronne a Saint-Étienne-du-Rouvray.

## Vývoj počtu obyvatel
Počet obyvatel

## Partnerská města
- Hinckley
- Laatzen
- Levis